# MaNga
maNga es una banda de rap rock turca, a menudo se les conoce como "el Linkin Park turco".[cita requerida] Su música es principalmente una fusión de rock alternativo, electrónica y hip hop, con toques de melodías de Anatolia y elementos de la música electrónica. Desde la década de los 2000 incursionaron en la escena europea y en 2009 ganaron los premios de MTV Turquía como "Mejor actuación turca" y finalmente el de "Mejor actuación europea" de MTV Networks Europe en los MTV Europe Music Awards 2009. Representaron a Turquía en el Festival de la Canción de Eurovisión 2010 y acabaron en segunda posición, tras Alemania.

## Historia de la banda

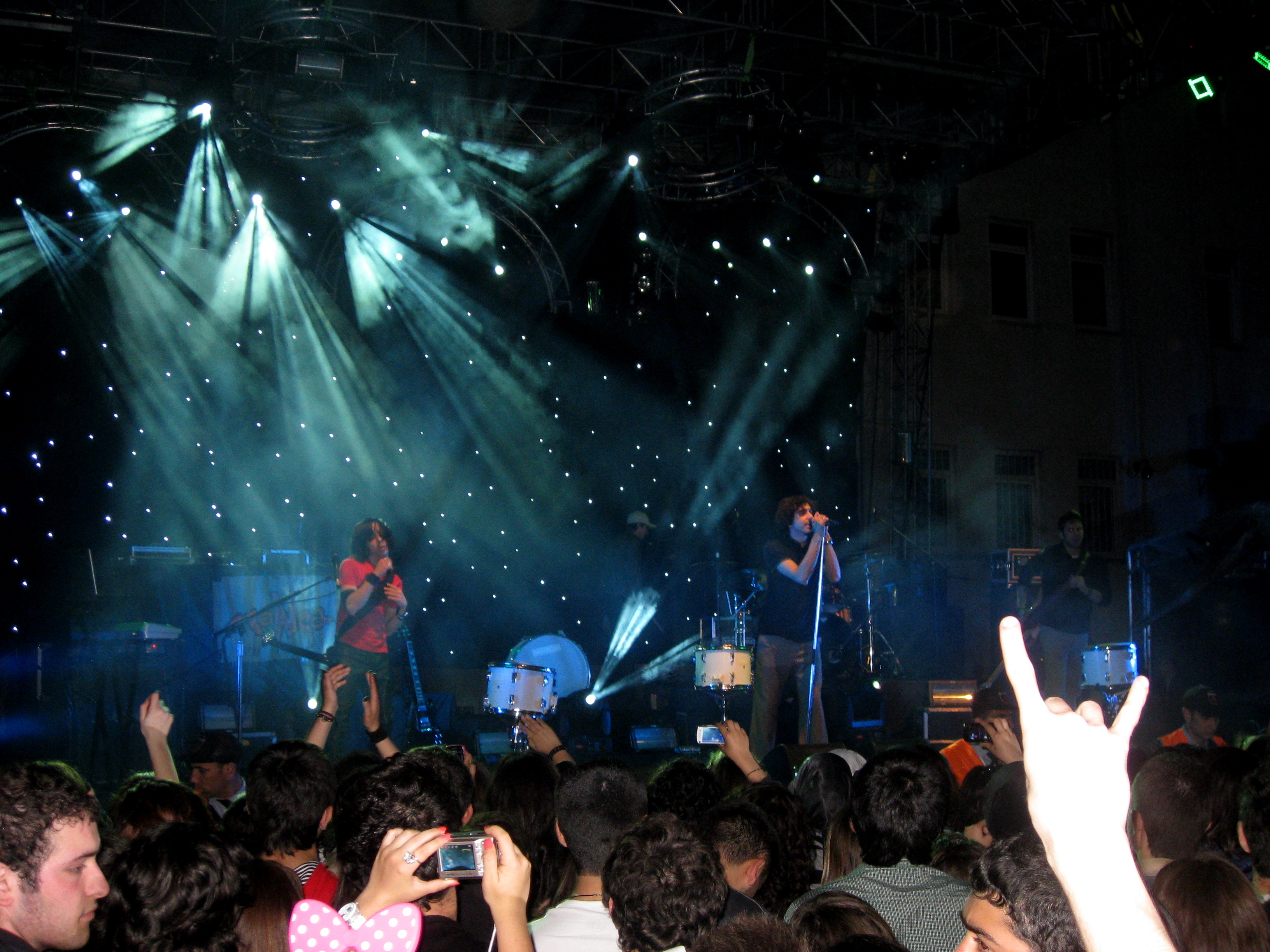
MaNga de la Universidad de Marmara Primavera Fest,2011,Estambul.

MaNga se formó en el año 2001, en Ankara, con el nombre tomado de la palabra japonesa para "historieta", manga, gracias al interés común de los cinco miembros del grupo, el cual también se refleja en las portadas de sus discos. Al comienzo, eran mayormente under y tocaban canciones de otras bandas de rock y de metal en clubes locales, pero al cabo de un tiempo empezaron a trabajar en su propio material, con el guitarrista Yagmur Sarigül asumiendo el papel de compositor. Se hicieron conocidos luego de terminar segundos en el concurso musical "Canta tu canción". Esto atrajo la atención del mánager de artistas Hadi Elazzi (director del sello GRGDN), quien inmediatamente promovió la banda a Sony Music, que resultó en su primer álbum, autotitulado, que se editó en 2004 convirtiéndose en un éxito masivo. El álbum, que contó con la colaboración de los alt-rockers Vega y Manga, fue un éxito rotundo: disco de oro en Turquía (más de 100.000 copias vendidas), premios y festivales.
Después se presentaron en varios festivales musicales y colaboraron con artistas turcos famosos como Koray Candemir (de Kargo fame), Vega y Göksel. La mayoría de las canciones fueron escritas por los miembros de la banda.
Yağmur, autor de la mayoría de las canciones, describe el género de la banda como toques de nu-metal, rap, hip-hop mezclados en una "olla" junto con melodías de Anatolia.
El dúo de maNga con Göksel se halla en una de las más exitosas películas turcas (con casi un millón de espectadores), Sınav (con Jean-Claude Van Damme). La canción "Bir kadın çizeceksin" aparece en el videojuego FIFA 06 y el grupo actuó en el festival Sziget de Hungría.
La banda es considerada como acto principal de muchos festivales musicales turcos, como "Saklıfest", Patlıcan, Rokofest y Rock'n Coke.
maNga debió compartir escena en la Arena de Wembley en Londres, junto a Tarkan el 13 de abril de 2008, sin embargo, el recital que se canceló debido a inconvenientes técnicos y se negaron a tocar en el espacio. Luego actuaron en Londres en la 02 Academy, Islington el 4 de diciembre de 2009. Ese mismo año publicaron su segundo álbum de estudio "Sehr-i Hüzün", lo cual les dio paso a ganar el premio a la Mejor Actuación Europea en los MTV Europe Music Awards (la segunda actuación turca consecutiva en conseguirlo después del cantante turco Emre Aydin).
En 2010 fueron seleccionados internamente por la televisión turca para representar a este país en la LV Edición del Festival de Eurovisión, que se celebró en el mes de mayo en Oslo. La canción elegida fue We could be the same, con cual cual obtuvieron el segundo puesto de la final con 170 puntos, solo quedando por debajo de Lena Meyer-Landrut de Alemania. Fue la mejor posición turca tras el triunfo de Sertab Erener.

## Miembros

### Miembros anteriores
- Orçun Şekerusta - Bajo (2001)
- Efe Yılmaz - DJ (2001–2013)

Fecha de nacimiento: 3 de octubre de 1979

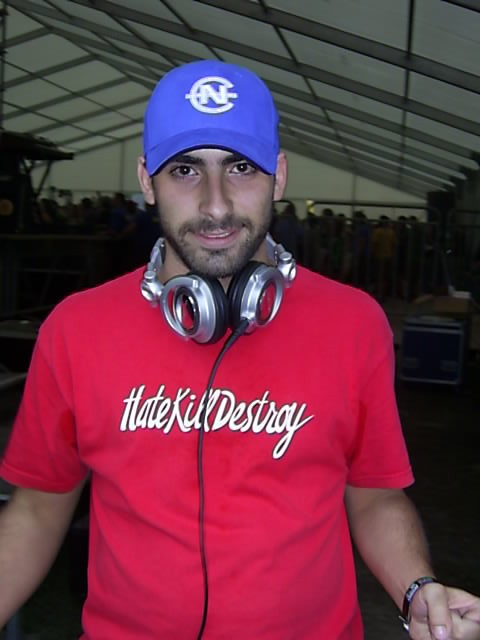
Efe Yılmaz at Sziget Festival, 2006.

Nació en Ankara. Comenzó haciendo remixes bastante pronto, con equipos instalados en su casa. Estudió tecnología informática en la Universidad de South Florida, Estados Unidos y actualmente estudia Administración de Empresas en la Universidad de Anatolia.

### Miembros actuales

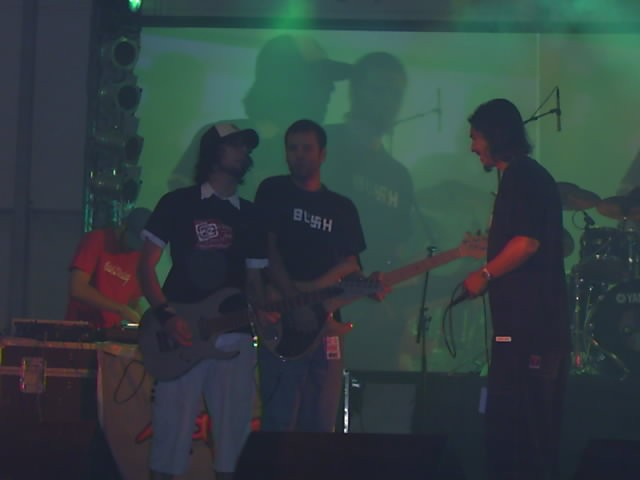
maNga en escena en el Sziget Festival, Hungría; 13 de agosto de 2006.

##### Ferman (2001-presente)
- Nombre completo: Ferman Akgül
- Vocalista (2001-presente), teclista (2013-presente)
- Fecha de nacimiento: 25 de diciembre de 1979

Ferman, que nació el 25 de diciembre de 1979 en Ankara, se recibió de arquitecto en la Universidad de Gazi y actualmente está haciendo un doctorado en la facultad de Cine de la Universidad de Mármara. Ferman, que comenzó su carrera musical tocando la guitarra, había estado en una cantidad de grupos musicales como solista y había tocado en público muchas veces. Se unió a maNga a comienzos de 2002.

#### Yamyam (2021-presente)
- Nombre completo: Yağmur Sarıgül
- Guitarra eléctrica
- Fecha de nacimiento: 26 de agosto de 1979

Nació el 26 de agosto de 1979 en Antalya. Yagmur, que ha recibido clases de música desde la escuela primaria, tocaba el piano y el violín antes de comenzar a tocar la guitarra. Yağmur fue estudiante de piano en el Conservatorio Hacettepe, de violín en la Universidad de Bilkent, de guitarra la Escuela de Bellas Artes Anadolu de Ankara y ahora estudia guitarra en la facultad de música de la Universidad de Gazi. En el concurso musical "Canta tu canción", donde maNga terminó segundo en 2002, fue elegido "Mejor músico rítmico".

#### Cem (2001-presente)
- Nombre completo: Cem Bahtiyar
- Bajo eléctrico
- Fecha de nacimiento: 18 de enero de 1979

Nació en Denizli. Recibió clases de música clásica en la secundaria, luego terminó el Conservatorio de Denizli y pasó a ser estudiante de la Universidad de Bilkent, en Ankara. Actualmente también trabaja con Göksel.

##### Su equipo
- Plato giradiscos Numark ttx
- Aguja Stanton scratch master
- Mezcladora de DJ Stanton SA-12
- Sampler Akai MPC 2000
- Placas de sonido Motu 828 mk2
- Mac G4 power book
- Efectos digitales Pioneer EFX 500
- Custom vynl

#### Özgür
- Nombre completo: Özgür Can Öney

- batería
- Fecha de nacimiento: 21 de julio de 1980

Nació en Ankara. Estudia Astronomía en la Universidad de Ankara y Administración de Empresas en la Universidad de Anatolia al mismo tiempo. Compone la música a partir de varias obras de teatro. En su tiempo libre practica artes marciales, en particular, kick-boxing.
Miembros invitados
- Turgut Özüfler - Qanun (2021) (Antroposen 001)
- Jarrod Cagwin - Percusión (2021) (Antroposen 001)
- İlker Aksungar - DJ (2021) (Antroposen 001)

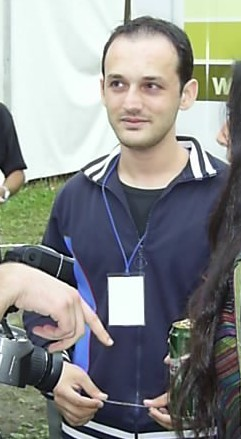
Özgür Can Öney (al medio), en el Sziget Festival, 2006

## Discografía

### Álbumes de estudio
| Título                    | Detalles                                                                                                | Copias vendidas | Certificaciones |
| ------------------------- | --- | --------------- | --------------- |
| Manga                     | - Lanzamiento: 14 de diciembre de 2004 - Sello discográfico: Sony Music, GRGDN - Formato: Digital, CD   | 100.000+        | Disco de oro    |
| Şehr-i Hüzün              | - Lanzamiento: 14 de abril de 2009 - Sello discográfico: Sony Music, GRGDN Music - Formato: Digital, CD |                 |                 |
| e-akustik                 | - Lanzamiento: 20 de marzo de 2012 - Sello discográfico: PASAJ, GRGDN - Formato: Digital, CD            |                 |                 |
| Işıkları Söndürseler Bile | - Lanzamiento: 14 de abril de 2014 - Sello discográfico: Poll Production - Formato: Digital, CD         |                 |                 |
| Antroposen 001            | - Lanzamiento: 14 de diciembre de 2021 - Sello discográfico: Manga Music - Formato: Digital             |                 |                 |

### EP
| Título | Detalles                                                                              |
| ------ | ------------------------------------------------------------------------------------- |
| X      | Lanzamiento: 27 de abril de 2018 Sello discográfico: Poll Production Formato: Digital |

## Festivales
Festivales más importantes en los que se ha presentado maNga:
- 7th ODTÜ Rock Festival, 2002, Turquía
- Avrupa Genclik Festivali, 2002, Turquía
- Tuborg Rock Festival, 2004, Turquía
- RockIstanbul, 2004, Turquía
- Ereğli Festivali, 2005, Turquía
- Rock'n Coke, 2005, Turquía
- Rock 'N Live, 2005, Turquía
- Ankara Saklifest, 2006, Turquía
- Ankirockfest, 2006, Turquía
- Rokofest (series of a festival), 2006, Turquía
- Sziget, 2006, Hungría
- Patlican, 2007, Turquía
- İTÜ Spring Fest, 2009, Turquía
- Çukurova University Fest, 2009, Turquía
- Gazi University Fes, 2009, Turquía
- Rock the Balkans 2009, Bulgaria
- Eurovision, 2010,Oslo Noruega donde quedaron en segundo lugar con 170 puntos

## Premios
- 2005: POPSAV Ödülleri[11]
  - Mejor banda de rock
  - Mejor video
- 2005: Hürriyet Altin Kelebek Ödülleri (Golden Butterfly Awards)[12]
  - Mejor banda revelación
- 2006: MÜYAP Ödülleri[13]
  - Disco de oro para el álbum maNga
- 2009: MTV Turquía
  - Mejor actuación turca[14]
- MTV Europe Music Awards[15]
  - 2009: Mejor actuación turca (ganó)
  - 2009: Mejor actuación europea (ganó)

## Otros
maNga hizo la música para el poema de Aşık Veysel Kara Toprak y luego reescribió las letras para la canción que se convirtió en Dursun Zaman.

## maNga en otros países
El 13 de agosto de 2006, maNga se convirtió en la primera banda de rock turca en tocar en el Sziget Festival de Budapest, Hungría. En 2006 también ofrecieron en conciertos en los Países Bajos y Alemania.
La banda actuó junto a Tarkan en el Estadio de Wembley de Londres el 13 de abril de 2008.
También tocaron en la Islington O2 Academy de Londres el 4 de diciembre de 2009.
Actuaron en el Festival de Eurovisión de 2010 (Oslo), retransmitido para toda Europa y algunos países de otros continentes (como Australia) donde quedaron en un segundo lugar.